# West Union (Ohio)
West Union is een plaats (village) in de Amerikaanse staat Ohio, en valt bestuurlijk gezien onder Adams County.

## Demografie
Bij de volkstelling in 2000 werd het aantal inwoners vastgesteld op 2903.
In 2006 is het aantal inwoners door het United States Census Bureau geschat op 3118, een stijging van 215 (7,4%).

## Geografie
Volgens het United States Census Bureau beslaat de plaats een oppervlakte van
6,7 km², geheel bestaande uit land. West Union ligt op ongeveer 290 m boven zeeniveau.

## Plaatsen in de nabije omgeving
De onderstaande figuur toont nabijgelegen plaatsen in een straal van 20 km rond West Union.